# Giáo hoàng Stêphanô IX
Stêphanô IX hoặc X (Latinh: Stephanus IX) là người kế nhiệm Giáo hoàng Victor II và là vị giáo hoàng thứ 153.
Theo niên giám tòa thánh năm 1806 thì ông đắc cử Giáo hoàng năm 1057 và ở ngôi Giáo hoàng trong 9 tháng. Niên giám tòa thánh năm 2003 xác định Triều đại của ông kéo dài từ ngày 3 tháng 8 năm 1057 cho tới ngày 29 tháng 3 năm 1058.
Giáo hoàng Stephenus IX (X) sinh tại Lorraine, Pháp với tên thật là Frédéric de Lorraine. Ông xuất thân từ gia đinh các quận công Lorraine, con trai của Gothelon I, quận công Lotharingie và cũng là em của Godefroi II le Barbu, quận công xứ Toscane.
Trước khi lên làm Giáo hoàng ông là một tu sĩ Biển Đức và là cựu viện phụ của Mont-Cassin. Ông được hàng giáo chức và dân Roma bầu làm Giáo hoàng mà không cần đến sự che chở của hoàng đế Germanie.
Ngay sau khi lên ngôi, Stephenus IX (X) cố gắng nâng cao đời sống về luân lý cho hàng giáo sĩ. Ông có những cố vấn uyên bác và nổi tiếng giúp đỡ trong tất cả các vấn đề chính trị và nghiêm cấm kết hôn giữa những người có cùng huyết thống. Ông tiếp tục công việc phục hồi luân lý và vì mục đích này ông phái Hồng y Hildebrand đến Đức.
Ông cũng qua đời vì bệnh sốt rét.
Sau khi Đức Stephenus IX (X) qua đời ngày 29 tháng 3 năm 1058 đã xuất hiện một Giáo hoàng giả (Giáo hoàng không hợp lệ) là Bênêđictô X (5-4-1058 - 24-1-1059) Người Ý, tên gọi là Johannes Mincius và là giám mục của Velletri. Ông được nhóm vua chúa chống đối đường hướng canh tân Giáo hội bầu lên Giáo hoàng. Cuộc bầu cử bị xem là bất hợp pháp và ông bị truất phế vào năm 1059. Ông này qua đời vào năm 1073 tại một tu viện ở Rôma.